# 烏蘇耶省

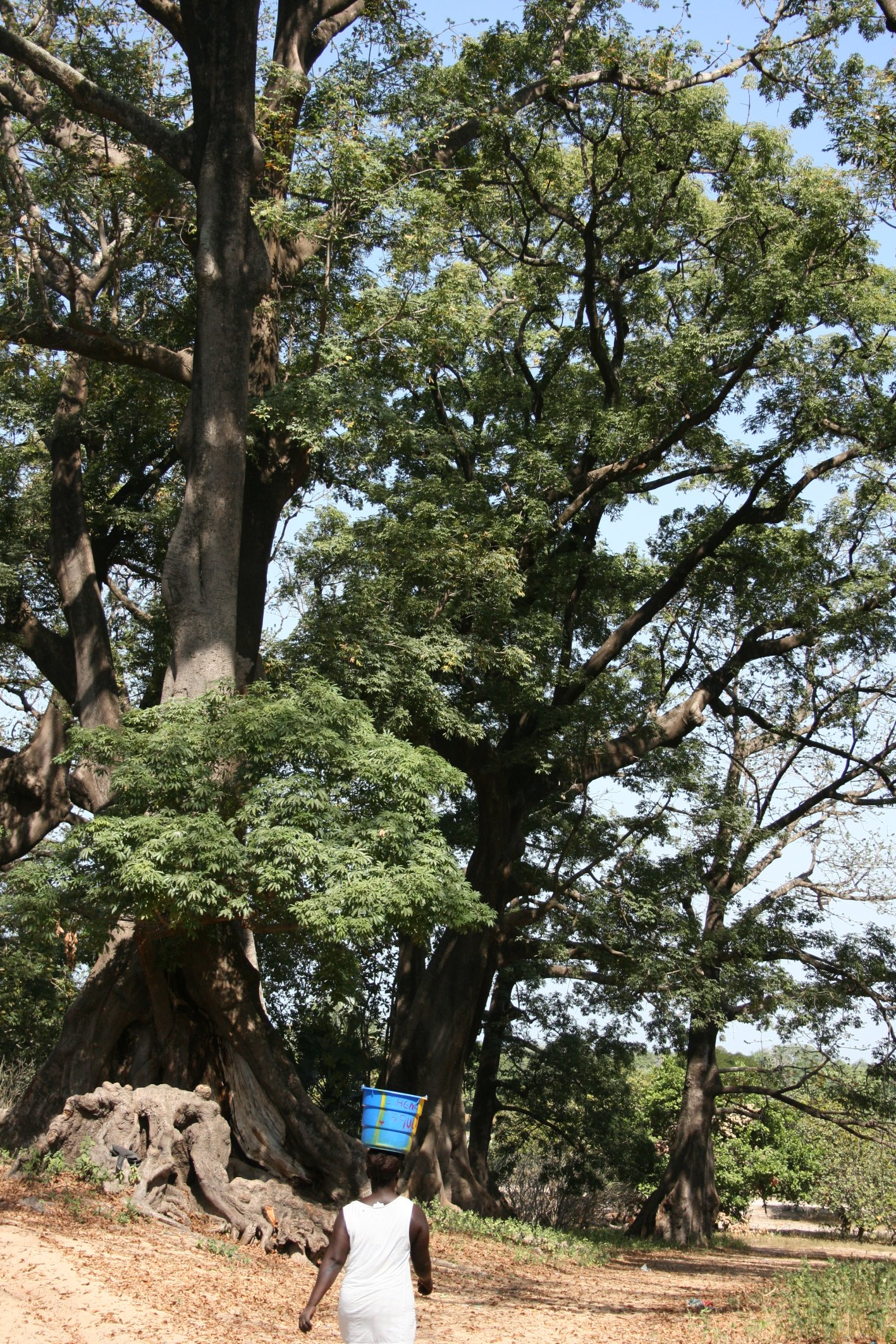

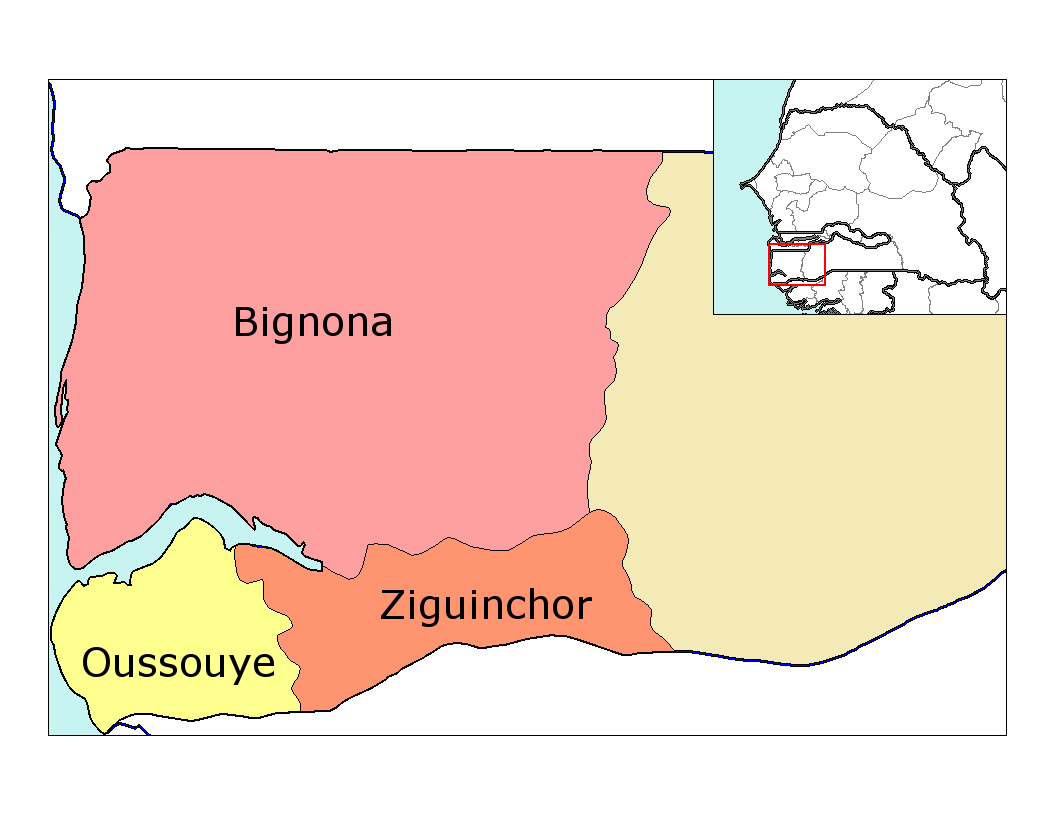

12°29′06″N 16°32′49″W / 12.48500°N 16.54694°W
烏蘇耶省（法語：Département d'Oussouye），是塞內加爾的省份，位於該國西南部，由濟金紹爾區負責管轄，首府設於烏蘇耶，北面是比尼奧納省，面積891平方公里，2013年人口48,332，人口密度每平方公里54人。